# دارلی ابی
latitudeدارلی ابیlongitudeدارلی ابی
دارلی ابی (به انگلیسی: Darley Abbey) یک روستای تاریخی در بریتانیا است که در داربی‌شر واقع شده‌است.
این روستا که جدیداً حومه شهر داربی محسوب می‌شود به دلیل قرار داشتن کارخانه‌های صنعت نساجی در این منطقه و ثبت آثار آن در میراث جهانی یونسکو شناخته می‌شود.

## نگارخانه

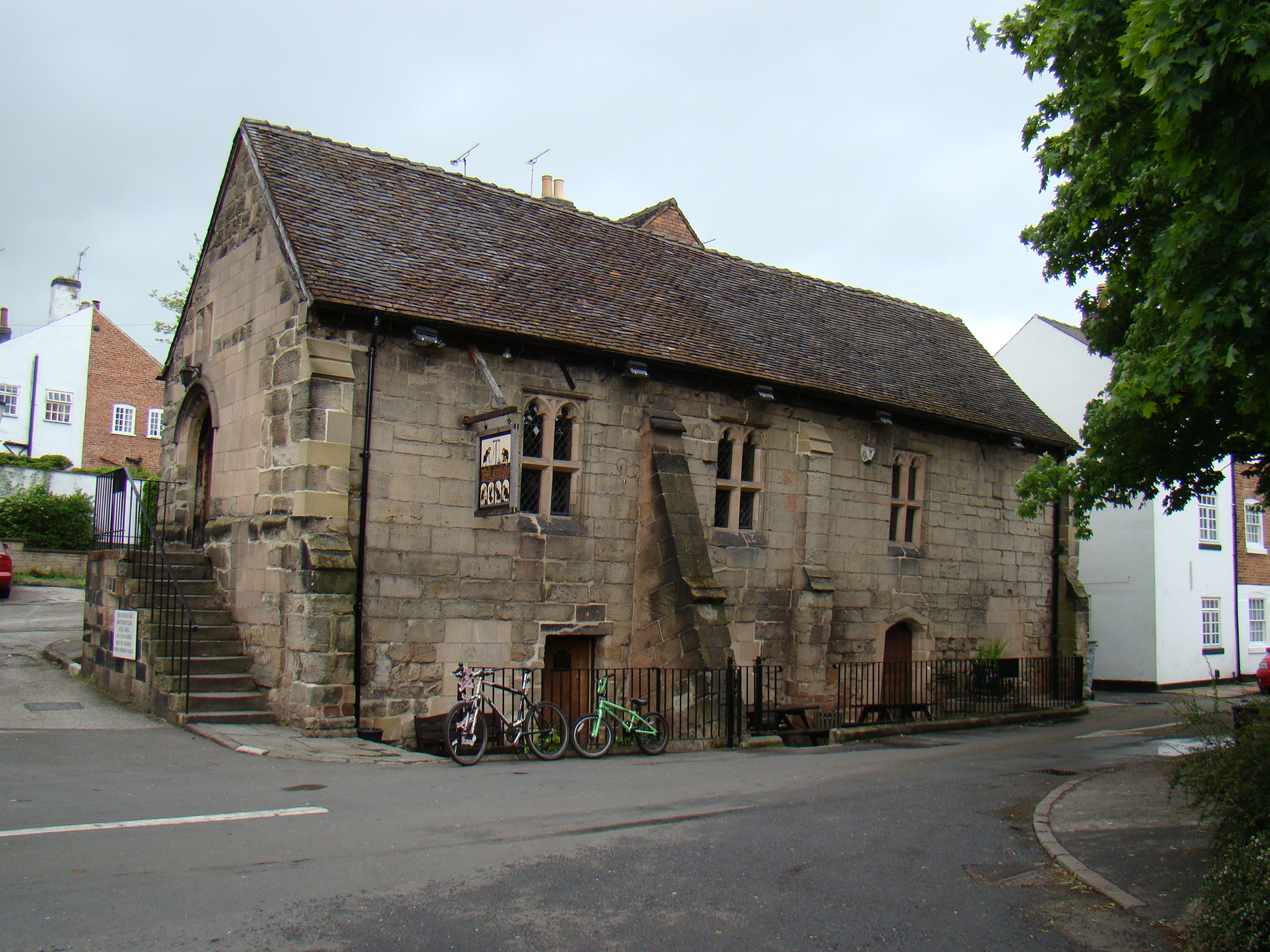
میخانه ابی
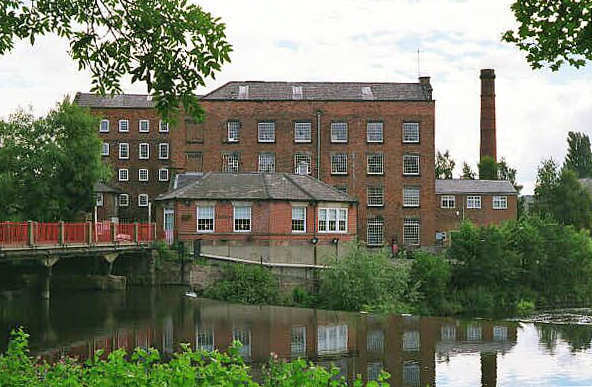
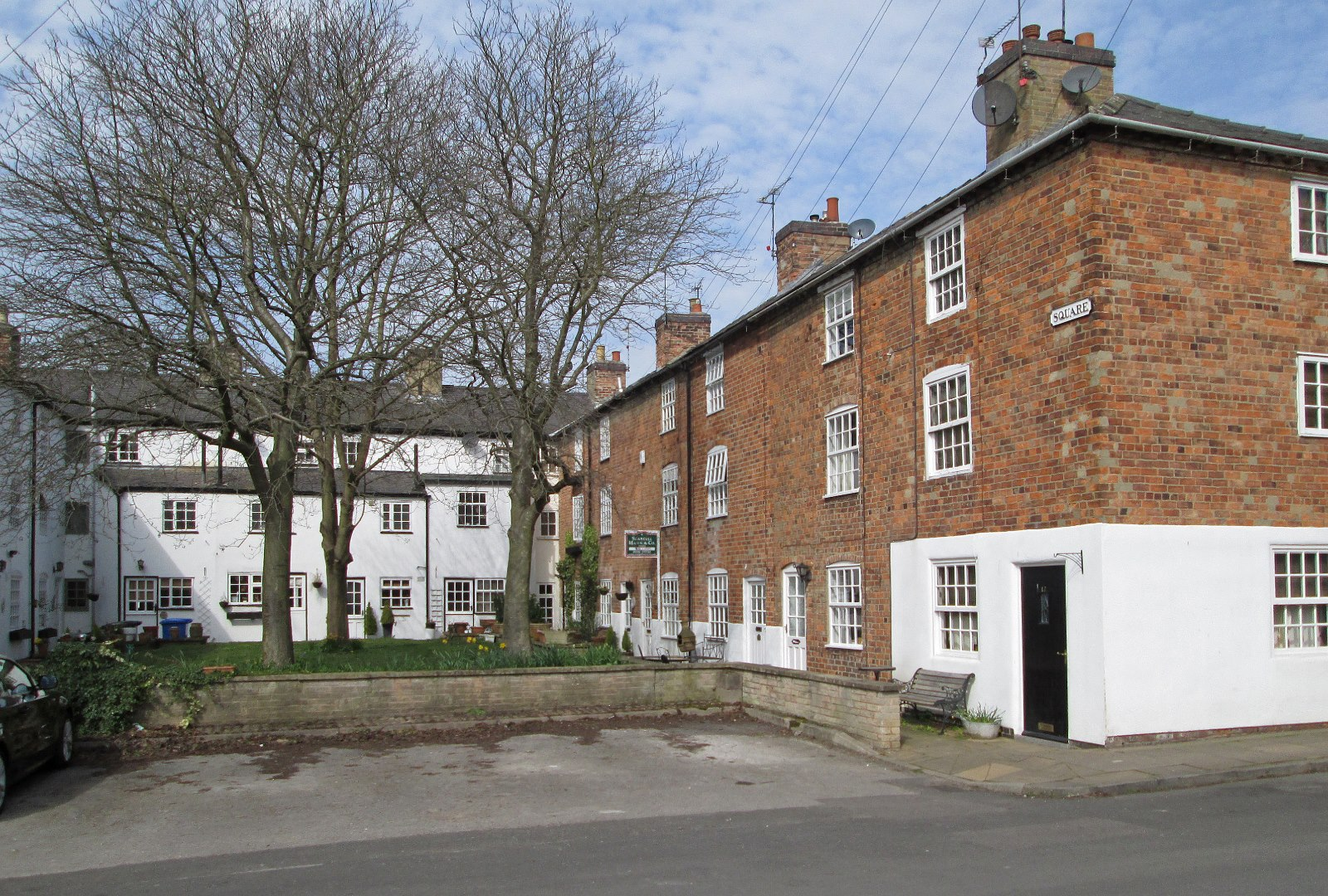
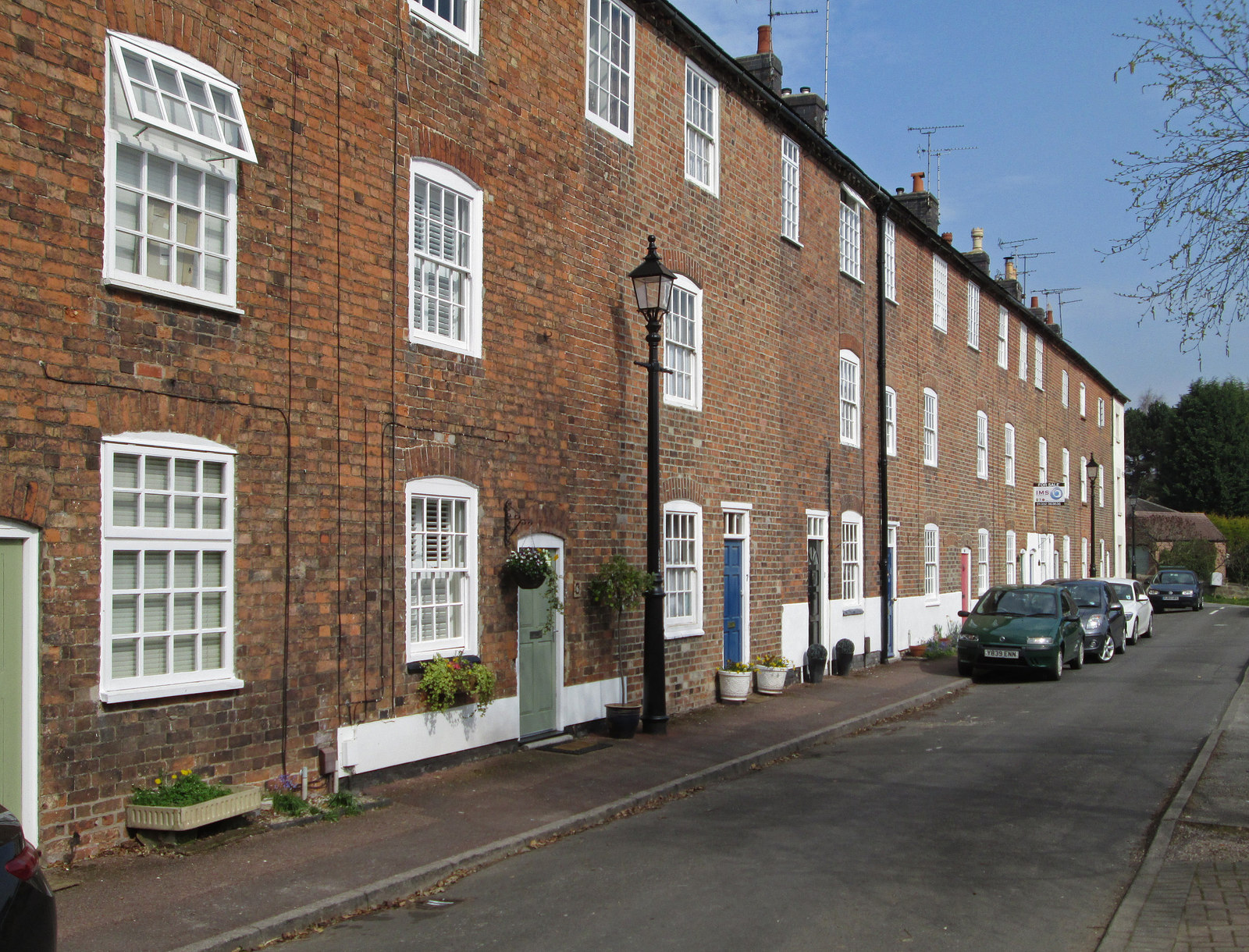
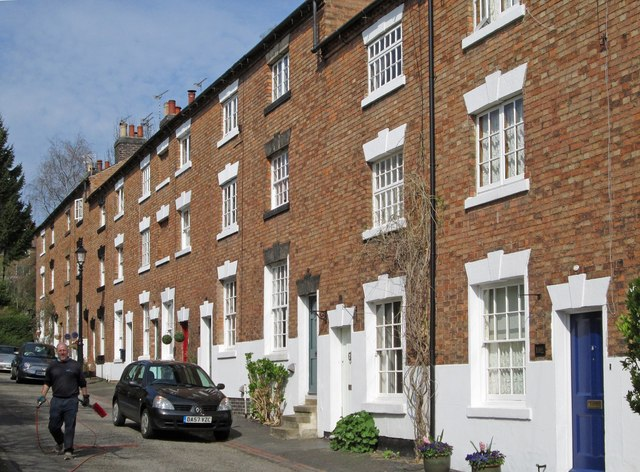
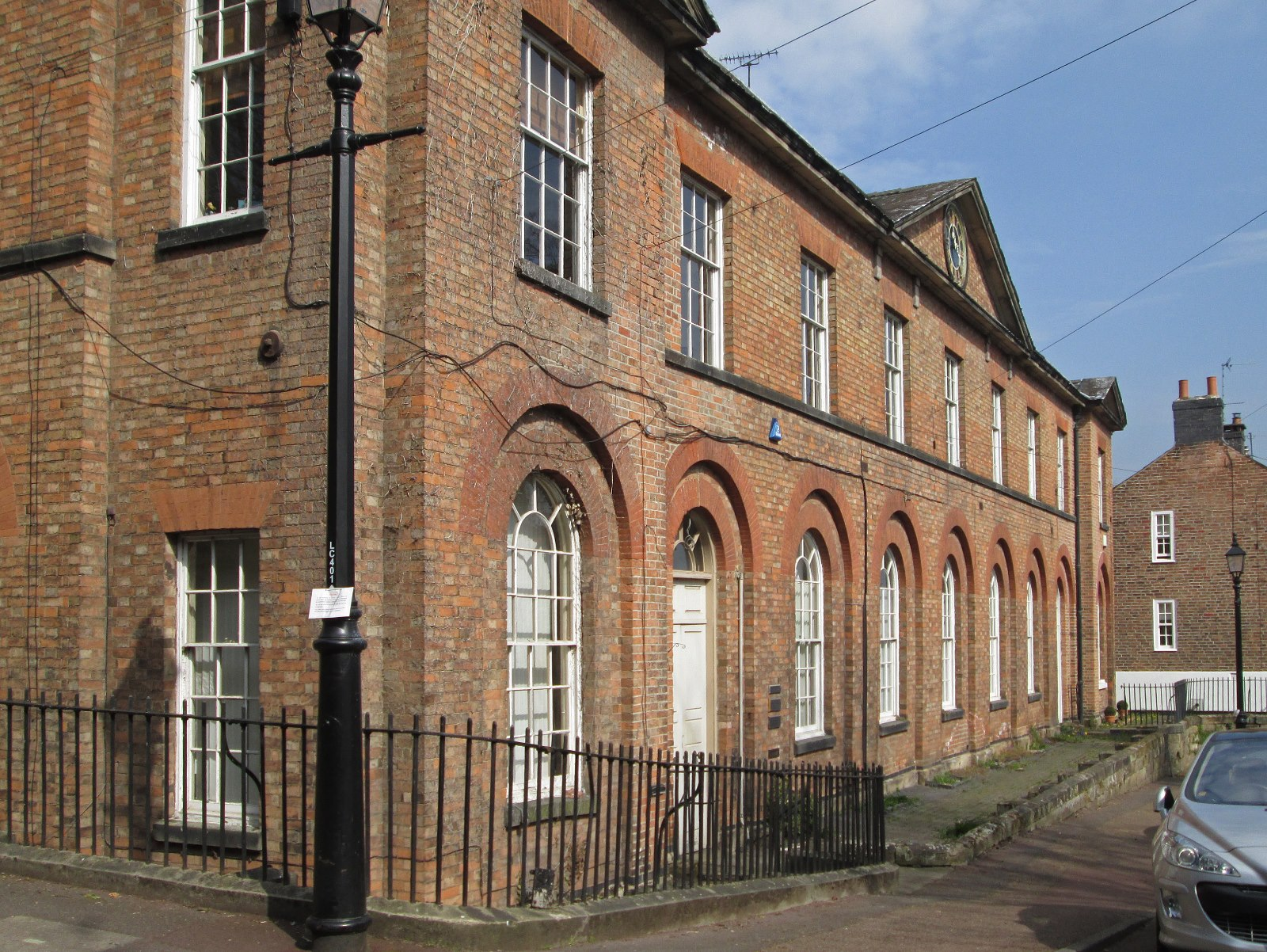